# Cabo Verde en los Juegos Paralímpicos
Cabo Verde en los Juegos Paralímpicos está representado por el Comité Paralímpico de Cabo Verde, miembro del Comité Paralímpico Internacional.
Ha participado en seis ediciones de los Juegos Paralímpicos de Verano, su primera presencia tuvo lugar en Atenas 2004. El deportista Gracelino Barbosa logró la única medalla paralímpica del país en las ediciones de verano, al obtener en Río de Janeiro 2016 la medalla de bronce en atletismo en la prueba de 400 m (clase T20).
En los Juegos Paralímpicos de Invierno Cabo Verde no ha participado en ninguna edición.

## Medallero

### Por edición
Juegos Paralímpicos de Verano
| Evento              | Oro | Plata | Bronce | Total |
| ------------------- | --- | ----- | ------ | ----- |
| Atenas 2004         | 0   | 0     | 0      | 0     |
| Pekín 2008          | 0   | 0     | 0      | 0     |
| Londres 2012        | 0   | 0     | 0      | 0     |
| Río de Janeiro 2016 | 0   | 0     | 1      | 1     |
| Tokio 2020          | 0   | 0     | 0      | 0     |
| París 2024          | 0   | 0     | 0      | 0     |
| TOTAL               | 0   | 0     | 1      | 1     |

### Por deporte
Deportes de verano
| Evento    | Oro | Plata | Bronce | Total |
| --------- | --- | ----- | ------ | ----- |
| Atletismo | 0   | 0     | 1      | 1     |
| TOTAL     | 0   | 0     | 1      | 1     |